# Hruszauka (przystanek kolejowy)
Hruszauka (biał. Грушаўка, ros. Грушевка) – przystanek kolejowy w pobliżu miejscowości Hruszauka, w rejonie dobruskim, w obwodzie homelskim, na Białorusi.